# 大观南路站
大观南路站为广州地铁21号线的车站，位于中國廣東省广州市天河區大觀南路環場路口，廣東奥林匹克體育中心北部的西側。车站于2019年12月20日随21号线剩余段开通而启用。

## 車站結構

### 車站樓層
本站共有兩層，地面为车站各出入口，周边则為大觀南路、環場路，廣東奧林匹克體育中心北部的網球中心等設施及附近其它建筑，地下一層为站厅层；地下二層為21號線月台。
| 地下一层 | 站厅                       | 售票機、客服中心、警务室、安检设施       |  |  |
| 地下二层 | 2 站台                     | █21号线 天河公园方向（下站：黃村）       |  |  |
|          | 岛式站台（卫生间、母婴室） |                                          |  |  |
|          | 1 站台                     | █21号线 增城广场方向（下站：天河智慧城） |  |  |

### 站厅

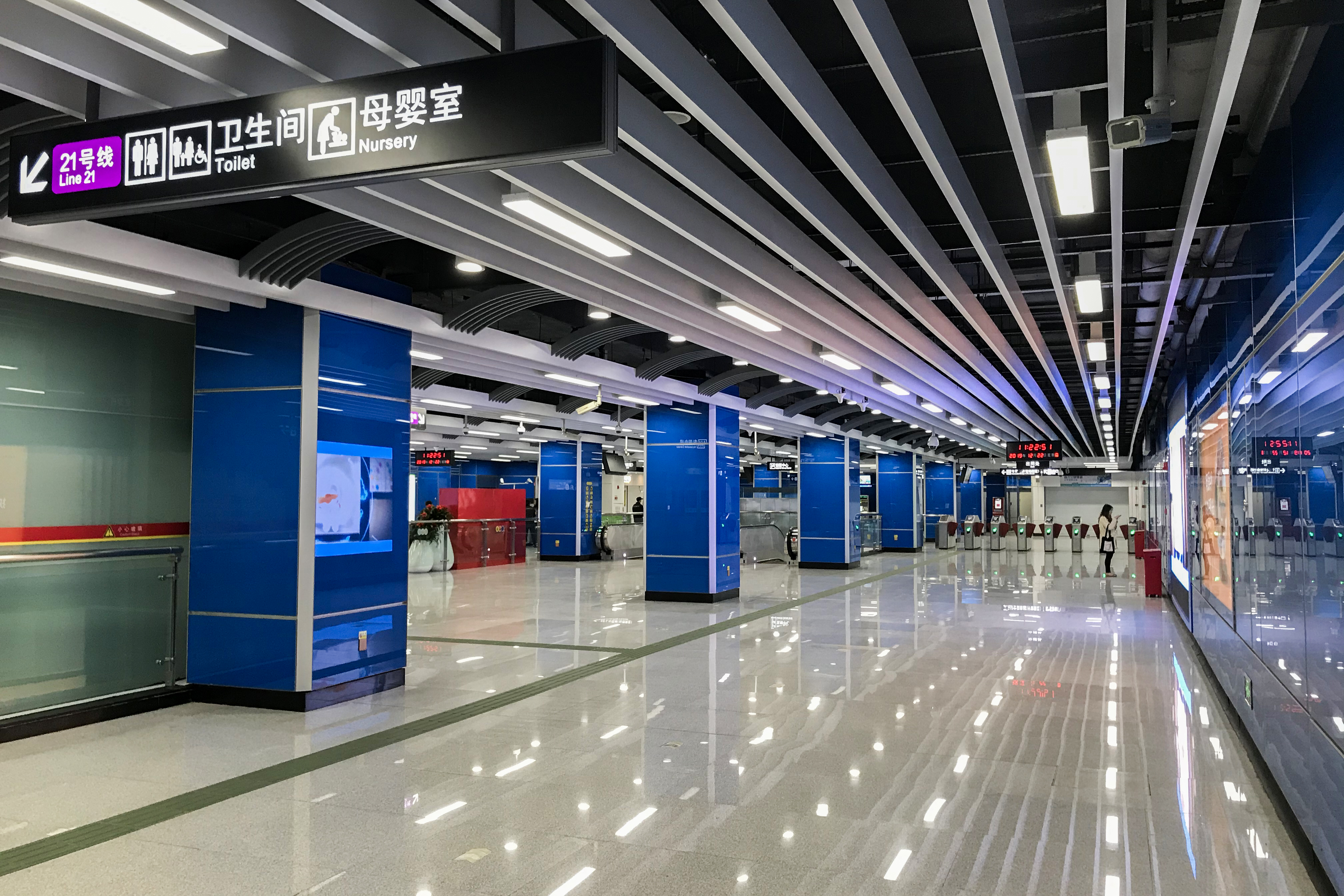
站厅

大观南路站站厅設有售票機、自动售卡/充值机、客務中心；同时设有自动售卖机。
为方便行人进出，目前站厅东侧被划分为收费区，收费区内设有多组扶手电梯、楼梯和一台专用电梯供乘客前往月台层。

### 月台

1号站台全景图

本站設有一個島式月台，位於大觀南路地底。
本站的卫生间和母婴室设于站台层南端。

### 出入口
大观南路站设有2个出入口供乘客进出，其中B出入口设有专用电梯。
|                                           |                                                       |      |          |                                                        |
| 編號                                      | 设施                                                  | 图片 | 出口指示 | 建議前往的目的地                                       |
| A                                         | 盲道标志 · 扶手电梯标志                               |      | 大觀南路 | 广东奥林匹克体育中心北、地铁大观南路站公交车站（南行） |
| B                                         | 盲道标志 · 无障碍通道标志 · 升降机标志 · 扶手电梯标志 |      | 大观南路 | 奥体路、大观中路、地铁大观南路站公交车站（北行）       |
| 註： 設有 \| 設有 \| 設有 \| 設有扶手電梯 |                                                       |      |          |                                                        |

## 接駁交通
大观南路站旁的大观南路设有地铁大观南路公交车站。
| 编号 | 编号   | 线路                     | 线路                  | 线路                     | 收费                  | 备注                  |
| ---- | ------ | ------------------------ | --------------------- | ------------------------ | --------------------- | --------------------- |
|      | 325    | 广汕路（科景路口）       | ⇆                     | 奥林匹克体育中心         | 2元                   |                       |
|      | 497    | 渔沙坦（渔东路）         | ⇆                     | 东圃                     | 2元                   |                       |
|      | 506    | 科韵路                   | ⇆                     | 永和（万科里享家）       | 3元                   |                       |
|      | 508    | 广州火车东站             | ⇆                     | 家和天曜                 | 2元                   |                       |
|      | 564    | 黄埔古村南广场           | ⇆                     | 天河客運站               | 3元                   |                       |
|      | 564A   | 联和墟                   | ⇆                     | 奥林匹克体育中心         | 2元                   |                       |
|      | 574    | 已于2023年9月23日停办    | 已于2023年9月23日停办 | 已于2023年9月23日停办    | 已于2023年9月23日停办 | 已于2023年9月23日停办 |
|      | 772A   | 已于2024年9月28日停办    | 已于2024年9月28日停办 | 已于2024年9月28日停办    | 已于2024年9月28日停办 | 已于2024年9月28日停办 |
|      | 902    | 已于2024年3月30日停办    | 已于2024年3月30日停办 | 已于2024年3月30日停办    | 已于2024年3月30日停办 | 已于2024年3月30日停办 |
|      | 903    | 天河智慧城核心区（高唐） | ⇆                     | 地铁三溪站               | 2元                   |                       |
|      | B4     | 广仁路                   | ⇆                     | 天河智慧城核心区（高唐） | 2元                   |                       |
|      | B4A    | 华景新城                 | ⇆                     | 科学城（揽月路）         | 2元                   |                       |
|      | B4B    | 体育中心                 | ⇆                     | 沐陂村                   | 2元                   |                       |
|      | B4快线 | 已于2025年4月26日停办    | 已于2025年4月26日停办 | 已于2025年4月26日停办    | 已于2025年4月26日停办 | 已于2025年4月26日停办 |
|      | B22    | 五羊邨                   | ⇆                     | 广州科学城（长安村）     | 2元                   |                       |
|      | B26    | 凌塘村                   | ⇆                     | 护林路东                 | 2元                   |                       |
|      | 夜38   | 广卫路                   | ⇆                     | 天河智慧城核心区（高唐） | 4元                   | B4路附属线路          |
|      | 夜51   | 车陂                     | ⇆                     | 萝岗香雪（梅花世界）     | 4元                   | 574路附属线路         |
|      | 夜81   | 车陂                     | ⇆                     | 广汕路（科景路口）       | 3元                   | 945路附属线路         |
|      | 夜93   | 宝岗大道                 | ⇆                     | 大观路北（大观湿地公园） | 4元                   | 548路附属线路         |
|      | 夜100  | 黄埔古村南广场           | ⇆                     | 天河客運站               | 4元                   | 564路附属线路         |

## 利用情況
大觀南路站鄰近廣東奧林匹克體育中心北部的網球中心和游泳館，週邊僅有數座寫字樓、住宅以及村屋和加油站、汽車4S店。車站以東即為關閉超過十年的世界大觀主題公園。因此本站客流僅以這數座寫字樓的通勤乘客、鄰近居民以及前往奧體中心北部的乘客為主，除早晚高峰時段客流稍有增多外，平時客流甚少，令車站相當冷清。
此外，本站因作為与規劃19号线的換乘站，因此在运营设计方案中作為快車停靠站。在21号线开通后亦指定為快車停靠站之一，但开通后的出入站客流远低于其它快车站，甚至不及客流逐步增长的天河智慧城站和神舟路站，因此运营方在2021年7月24日起取消快车停靠本站。

## 历史
在2003年地鐵規劃中，本站作為4號線的一個中途站出現，但本站未能納入4號線一期進行建設。因本站鄰近世界大觀主題公園，而直接命名為世界大觀站，作為規劃站名。2010年底，規劃4號線北延段（黃村至水西段）線位獨立並延長成為21號線，初期曾取消設站，配合21號線的快線定位。但後續規劃設計中又得以恢復設置。規劃後來亦增加19號線途經本站進行換乘。隨後本站正式確定作為21號線的一個中途站，得以隨21號線工程動工建設。
由于世界大觀已在2009年結業閉園，且作為商業場所，不適合直接作為車站名稱。因此，广州地铁于2018年初向民政局申报大观南路站为本站站名，并于同年8月正式获批。
本站在21號線初期設計中原位於大觀南路奧體路口，與19號線統一設計，為「T」字型換乘車站。後来21号线車站往南移動至現時位置，故設計上不再考慮19號線車站，僅作站廳通道換乘預留。
车站于2014年3月正式动工建设，2015年7月下旬实现主体结构封顶，成为21号线第二座封顶的车站。2019年8月15日，本站正式移交运营单位进行车站启用前期工作；同年12月20日，随21号线剩余段开通而启用。
2021年7月30日中午1时许，由于神舟路站进水事故，使得21号线黄村至苏元段服务中止，本站受此影响暂停服务。同日19时15分，地铁公司宣布21号线双向恢复通车，本站恢复服务。
2022年10-11月疫情期间，本站曾受防控措施影响，于11月26日至11月30日下午暂停服务。

## 未來發展
19号线將設有大观南路站，與21號線交匯。21號線建設時僅預留站廳通道換乘的條件。